# Сават
Савате или Сават (на френски: savate) както и Френски бокс са различни наименования на бойно изкуство, развито в днешни дни до боен спорт, произхождащ от Франция от 18 в.

Савате е може би единственият боен спорт с ръце и крака, в който състезателите по правилник носят специални обувки. Съчетава удари с ръце и крака, като за разлика от други бойни изкуства и спортове в Савате могат да участват само удари нанесени с ръкавиците и обувките. Изрично са забранени ударите с колене и лакти както и удари нанесени по потенциално опасни зони на противника.

## Етимология
Името на бойното изкуство идва от френската дума savate – стара обувка.

## История
През 1700-те години в Париж френските хулигани, бандити и долните слоеве на обществото използвали много специфичен метод за водене на уличен бой. Характерното за него е че използвали предимно ниски ритници, които били нанасяни с ръбовете и подметките на обувките. Освен това се шамаросвали, борили, блъскали и удряли с глави, но не използвали юмруци.
Истинска популярност сават добива във фенския чуждестранен легион, макар че след 1830-те години се практикува повсеместно в армията.
Модерната форма на сават се появява в началото на 19 век като смесица от похвати от уличните боеве, използвани в Париж и Северна Франция и техниките с високи ритници и зашлевявания с отворена ръка, които използвали моряците в южното пристанище Марсилия по време на бой на корабите. Именно клатушкането на палубите включило в бойното изкуство техники, при които едната или двете ръце са опрени на нещо за запазване на равновесието, докато краката нанасят удар. Ударите с отворена ръка били начин да се избегнат тежките наказания и затвор заради използването на юмруци, тъй като тогавашното френско законодателство ги разглежда като „смъртоносно оръжие“.
Най-голямото признание за авторитета на савата идва през 1924 година, когато той е включен в олимпийската програма, като демонстрационен спорт. Все още обаче френският бокс не е официален спорт на летните игри, като се правят постъпки за включването му в програмата в близките години.
През 1825 година Мишел Касо започва да провежда първите тренировки. Те стават доста популярни сред аристокрацията и ителигенцията на Париж. Уроци по Сават взимали такива известни личности като Александър Дюма-син и Теофил Готие.
Шарл Шарлемон, бивш легионер, основава в Париж „Академия по Френски бокс“ в края на 19 век.
Сават е окончателно кодифицирано от Националния комитет по френски бокс (Committee National de Boxe Francaise), създаден от ученика на Шарл Шарлемон, граф Пиер Барози (Pierre Baruzy (Barrozzi)). Барози се смята за бащата на модерното сават и е 11-кратен шампион на Франция и колониите ѝ в това бойно изкуство преди Първата световна война. Той разделя сават на 2 разновидности:
- спортна разновидност;
- бойни и класически улични направления: Savate de Defense, Defense Savate и Savate de Rue („de rue“ означава буквално „от улицата“).

Международната федерация по сават (International Savate Federation (FIS)) празнува 30-ата си годишнина през март 2015 г.

## Видове удари

### Удари с крака[5]
- fouetté (камшик) – камшичен удар (висок, среден или нисък) при който, в контакт са върха на пръстите или бомбетата;
- chassé – избутващ удар (страничен, фронтален, нисък, среден или висок) на принципа на буталото;
- revers – удар с крак (фронтален, страничен или захващащ, нисък, среден или висок), при който контакта се осъществява с подметката на обувката;
- coup de pied bas – познат в България като лоу кик (нисък удар).

### Удари с ръце
- direct bras avant – директен, пробождащ удар с водещата ръка
- direct bras arrière – крос, изпълняван с държаната назад ръка
- crochet – името говори за себе си. Ударът е със замах като закачане на кука със свита ръка.
- uppercut – ъперкът, ударът от долу нагоре, изпълняван и с двете ръце.